# Lobelia udzungwensis
Lobelia udzungwensis là loài thực vật có hoa trong họ Hoa chuông. Loài này được Thulin mô tả khoa học đầu tiên năm 2004.